# Alberto Manguel
Alberto Manguel (Buenos Aires, 13 de marzo de 1948) es un escritor, traductor y editor argentino-canadiense que escribe generalmente en inglés, aunque a veces lo hace también en español. Es un erudito cosmopolita y políglota, pues habla perfectamente a nivel muy avanzado inglés, español, alemán, francés y, con fluidez, también italiano y portugués. Se fue de Argentina con veinte años, en 1968. Ha vivido en Tel Aviv (1948-1955), Buenos Aires (1955-1968), París (1968-1971), Londres (1972), Tahití (1973-1974), Milán (1974-1979), Toronto (1980-2000), Poitou-Charentes (2000-2015), Nueva York (2015-2020) y Lisboa (desde 2021).
Desde 2021 dirige en Lisboa un centro internacional para estudios de la lectura bautizado en 2023 como Espaço Atlântida; en la biografía de la página web de dicho centro se puede leer: "He became a Canadian citizen and continues to identify his nationality as first and foremost Canadian." (Se convirtió en ciudadano canadiense y continúa identificando su nacionalidad ante todo como canadiense.)"

## Biografía
Tercer hijo del matrimonio de Pablo Manguel con Rosa Finkelstein en 1946
Manguel pasó sus primeros años en Israel, donde su padre era embajador de Argentina y se educó con una institutriz judía alemana. Debido a la persecución contra su padre su familia debió permanecer exiliada en Israel hasta 1958 Regresó con siete años a Argentina y continuó su educación en español: En su país de nacimiento, cuando era todavía adolescente, Manguel conoció a Jorge Luis Borges. A los 58 años Borges ya estaba casi ciego y, como era cliente habitual de la librería, solicitó a Manguel que le leyera libros en su departamento, lo cual este hizo varias veces a la semana entre 1964 y 1968.
Manguel cursó la enseñanza secundaria en el Colegio Nacional de Buenos Aires, pero solo hizo un año en la Universidad de Buenos Aires en la facultad de Filosofía y Letras (1967). No continuó sus estudios.
En 1969 Manguel viajó a Europa. Recibió su primera distinción literaria estando en París, en 1971: el premio del diario argentino La Nación por una colección de cuentos, galardón que compartió con Bernardo Schiavetta. En 1972 regresó a Buenos Aires y trabajó durante un año en el citado diario.[cita requerida] En 1974 anotó para la editorial Kapelusz Plan de evasión, de Adolfo Bioy Casares. En 1974 aceptó el empleo que le ofrecieron en la editorial Franco Maria Ricci en Milán. Allí conoció a Gianni Guadalupi, con quien escribió Guía de lugares imaginarios, un viaje por lugares de ficción de la literatura mundial como Shangri-La, Xanadú, Atlántida, Oz de Lyman Frank Baum, el país de las maravillas de Lewis Carroll, Utopía de Tomás Moro, Narnia de C. S. Lewis y otros.
En 1976 Manguel se fue a Tahití a trabajar para la editorial Les Éditions du Pacifique. Al año siguiente pasa a trabajar para ésta en París. 
Ese año se mudó a Toronto, Canadá, donde vivió, con una breve interrupción europea, hasta el 2000. Manguel se mudó a Poitou-Charentes (Francia) en el año 2000, donde, junto con su compañero Craig Stevenson, compró y renovó una granja medieval, e instaló su biblioteca, que en 2013 constaba de casi 40.000 ejemplares.
Manguel ha sido profesor visitante en diversas universidades y ha dado numerosas conferencias en instituciones culturales y centros docentes superiores. En 2011, se publicó en castellano su libro Conversaciones con un amigo.
Una columna sobre la relación entre Borges y Bioy Casares de Alberto Manguel en El País Cultural, de Montevideo, motivó una airada respuesta de María Kodama.
En diciembre de 2015 fue designado director de la Biblioteca Nacional de la República Argentina. Unos meses antes, la cartera que manejaba el ministro Pablo Avelluto había aplicado un recorte significativo sobre la biblioteca echando a 240 empleados, una cuarta parte de su personal. Asumió su cargo en junio de 2016, después de terminar sus compromisos académicos con Princeton. Durante esta época, los trabajadores de la Biblioteca Nacional (BN) denunciaron haber recibido amenazas de despido por replicar en las redes sociales el informe periodístico de noticias que apuntaba al director del organismo, Alberto Manguel, por irregularidades en el manejo de fondos para viáticos. En apenas cinco meses de gestión, Manguel llevaba gastados más de 400 mil pesos de viáticos para sus viajes alrededor del mundo. Ante ello, mandó expresas directivas para que cualquier trabajador que divulgase información sobre dichas irregularidades fuera despedido: "Tienen dos opciones: o se dejan de entorpecer nuestras tareas comunes por medio de alarmar y acusaciones repetidas sin fundamento, o buscan trabajo en otra parte." Diferentes trabajadores de la Biblioteca Nacional aseguran haber recibido amenazas de despido por replicar una nota periodística crítica a la gestión del director, además, informaron que Alberto Manguel “persigue y amenaza con interrumpir la continuidad laboral” de los trabajadores por sus comentarios en redes sociales. Así mismo, se denunció la utilización de fondos públicos para viajes privados, el desmantelamiento de programas dentro de la biblioteca y el cierre del Museo del Libro. Su designación fue criticada por varios reconocidos intelectuales, entre ellos Beatriz Sarlo. A poco de asumir decidió quintuplarse el sueldo respecto del que cobraba Horacio González.
En julio de 2018 renunció a su cargo. Ya se había expresado públicamente en desacuerdo con los recortes en el financiamiento para la biblioteca y algunos medios alegaron problemas de salud. También se denunció que amenazaba con despidos a los empleados que fuera del horario laboral y en sus propias redes sociales publicaron críticas a su persona o respecto de irregularidades en el manejo de fondos. Ante ello los trabajadores plantearon un duro comunicado: “Rechazamos enérgicamente este tipo de prácticas amenazantes, persecutorias y propias del pasado oscuro de la Argentina, que atentan contra la libertad de expresión y pensamiento, a la vez que afectan el desarrollo personal y profesional de los trabajadores”. Días antes de su renuncia se había quejado de la falta de fondos y de los fuertes recortes presupuestarios a la biblioteca instrumentados por el gobierno nacional de Mauricio Macri, llegando a decir: "En la Biblioteca no tenemos ni para comprar un grano de café".
El 10 de noviembre de 2016 fue elegido académico de número de la Academia Argentina de Letras, donde era miembro correspondiente desde julio de 2013. Su recepción pública se celebró el 10 de agosto de 2017. El 13 de septiembre de 2018, tras su renuncia a la dirección de la Biblioteca Nacional y su partida a Nueva York (Estados Unidos), fue designado nuevamente como académico correspondiente. 
Aunque es de origen judío, confiesa no profesar ninguna religión.
En septiembre de 2020 Alberto Manguel anunció su donación a la ciudad de Lisboa de los 40.000 libros de su biblioteca.

## Obras publicadas

### No ficción
- Guía de lugares imaginarios, 1980
- Una historia de la lectura, 1996
- La novia de Frankenstein, 1997
- Leer imágenes, 2000
- En el bosque del espejo, 2002
- Cómo Pinocho aprendió a leer, 2003
- Diario de lecturas, 2004
- Con Borges, 2004
- Vicios solitarios, 2004
- El libro de los elogios, 2004
- La biblioteca de noche, 2006
- Nuevo elogio de la locura, 2006
- La ciudad de las palabras, 2007
- El legado de Homero, 2007
- El sueño del Rey Rojo, 2010
- Conversaciones con un amigo, 2011
- Monsieur Bovary y otros amigos tenaces, 2013
- El viajero, la torre y la larva, 2014
- Una historia natural de la curiosidad, 2015
- Mientras embalo mi biblioteca, 2018
- Don Quijote y sus fantasmas, 2020
- Maimonides, 2023

### Ficción
- Noticias del extranjero, 1991
- Stevenson bajo las palmeras, 2003
- El regreso, 2005
- El amante extremadamente puntilloso, 2005
- Todos los hombres son mentirosos, 2008
- El regreso de Ulises, 2014

### Antologías
- Variaciones sobre un tema de Durero, 1968
- Variaciones sobre un tema policial, 1968
- Antología de literatura fantástica argentina, 1973
- Aguas negras, 1983
- Las puertas del paraíso, 1993
- Mario Denevi: Ceremonias secretas, 1996
- Julio Cortázar: Animalia, 1998
- Gilbert Keith Chesterton: Correr tras el propio sombrero, 2004
- Robert Louis Stevenson: Memoria para el olvido, 2005
- Las aventuras del niño Jesús, 2007
- Breve tratado de la pasión, 2008
- Rudyard Kipling: Relatos, 2008
- Thomas Browne: El jardín de Ciro, 2009
- Sol jaguar, 2010

## Adaptaciones musicales
- Un retour, ópera de cámara basada en El regreso, libreto del autor. Música de Oscar Strasnoy. Estreno en el Festival d'Aix-en-Provence de 2010 con dirección musical de Roland Hayrabedian y puesta en escena de Thierry Thieu Niang.

## Premios y distinciones
- Premio La Nación 1971 del diario homónimo argentino[20]
- Premio McKitterick 1992 de la Sociedad de Autores del Reino Unido por su primera novela, News from a Foreign Country Came
- Premio de la Asociación Canadiense de Escritores, 1992[20]
- Premio Germán Sánchez Ruipérez 2020 por la mejor crítica literaria
- Beca S. Fischer Stiftung, Alemania, 2004-2005[cita requerida]
- Premio Grinzane Cavour de Ensayo 2007 por Diario di un lettore
- Laurel de Plata a la Personalidad del Año 2016, entregado por el Rotary Club de Buenos Aires
- Elegido miembro de número de la Academia Argentina de Letras el 10 de noviembre de 2016 (recepción pública el 10 de agosto de 2017). En 2018 pasó a ser académico correspondiente
- Premio Formentor de las Letras 2017[21]
- Premio Gutenberg 2018, de la Sociedad Internacional Gutenberg y la ciudad alemana de Maguncia
- Premio “Città delle rose” (Italia) 2019
- Premio especial de la Sociedad Hebrea Argentina
- Doctorado honoris causa de la Universidad de Poitiers (Francia), en 2021
- Medalla Carlos Fuentes y Homenaje al Bibliófilo José Luis Martínez, de la Feria Internacional del Libro de Guadalajara (México), en 2022
- Premio Internacional Nonino por el conjunto de su obra (Italia), en 2024
- Premio «Scrivere sull’orizzonte della collina» (Lucignana, Italia), en 2024